# Another Way to Die
"Another Way to Die" é uma canção dueto com o músico e cantor Jack White (The White Stripes, The Raconteurs e The Dead Weather) e a cantora R&B/soul Alicia Keys. Escrita e produzida por White, é a canção do filme de 2008 de James Bond Quantum of Solace. Saiu como single nos Estados Unidos dia 30 de Setembro de 2008 e na Europa a 20 de Outubro.

## Produção
Músicos
- Alicia Keys – voz
- Jack White – voz, bateria, guitarra, produção, remisturas
- Jack Lawrence
- Laura Matula – piano
- Wayne Jackson
- Jack Hale
- Tom McGinley
- Lindsay Smith-Trostle
- Lyndsay Pruett
- Michael Rinne
- Vance Powell
- Mark Petaccia
- Nathan Yarboro
- Josh Smith
- Vlado Meller
- The Third Man
- Rob Jones – design

## Desempenho nas tabelas
| Tabela (2008/2009)               | Posição |
| -------------------------------- | ------- |
| Australian Singles Chart         | 29      |
| Austrian Singles Chart           | 2       |
| Belgian Singles Chart (Flanders) | 10      |
| Belgian Singles Chart (Wallonia) | 20      |
| Canadian Hot 100                 | 15      |
| Czech Airplay Chart              | 65      |
| Danish Singles Chart             | 7       |
| European Hot 100 Singles         | 12      |
| Finnish Singles Chart            | 1       |
| French Singles Chart             | 98      |
| German Singles Chart             | 8       |
| Irish Singles Chart              | 12      |
| Japan Hot 100                    | 39      |
| Norwegian Singles Chart          | 4       |
| Slovak Airplay Chart             | 80      |
| Swedish Singles Chart            | 15      |
| Swiss Singles Chart              | 4       |
| UK Singles Chart                 | 9       |
| U.S. Billboard Hot 100           | 81      |

| País      | certificação |
| --------- | ------------ |
| Dinamarca | Ouro         |

| Tabela (2008)           | Posição |
| ----------------------- | ------- |
| Austrália Singles Chart | 57      |
| Alemanha Singles Chart  | 78      |
| Suíça Singles Chart     | 42      |
| R.U. Singles Chart      | 83      |